# Alex Fernández (calciatore 1970)
Manuel Alexander Fernández (Medellín, 22 gennaio 1970) è un ex calciatore colombiano, di ruolo difensore.